# هيلدا دوكوبو
هيلدا دوكوبو (بالإنجليزية: Hilda Dokubo)‏، هي مُمثلة نيجيرية.

## روابط خارجية
هيلدا دوكوبو على موقع IMDb (الإنجليزية)
- هيلدا دوكوبو على موقع كينوبويسك (الروسية)